# Château de Gosford

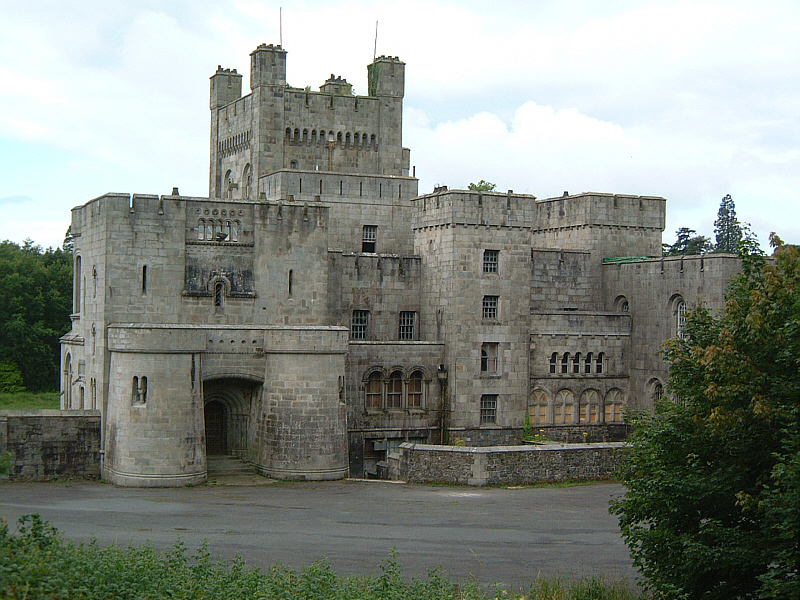
Château de Gosford, devant l'entrée

Le château de Gosford est une maison de campagne du XIXe siècle située à Gosford, une commune de Markethill, dans le comté d'Armagh, en Irlande du Nord. Il est construit pour Archibald Acheson, 2e comte de Gosford, et conçu dans le style néo-normand par l'architecte londonien Thomas Hopper. Il s'agit d'un bâtiment classé Grade A, et on dit qu'il est le plus grand d'Ulster. Les comtes de Gosford occupent le château jusqu'en 1921, et le domaine est ensuite acheté par le ministère de l'Agriculture pour former le parc forestier de Gosford. Le bâtiment s'est ensuite détérioré et est vendu en 2006 à une société de développement qui transforme le château en logements privés.

## Histoire
La famille Acheson obtient des terres dans le comté d'Armagh par le roi Jacques Ier en 1610, au début de la plantation d'Ulster. Ils créent le village de Markethill et construisent un château, bien que celui-ci ait été détruit pendant la rébellion irlandaise de 1641. Un manoir est construit à sa place, que les Acheson occupent jusqu'en 1840. L'écrivain Jonathan Swift (1667-1745) visite Gosford et contribue à l'aménagement des jardins. En 1819, le 2e comte de Gosford (1776–1849), alors chef de la dynastie Acheson, charge Thomas Hopper (1776–1856) de concevoir une nouvelle maison à Gosford. Un style d'architecture néo-normand est choisi, marquant la première tentative de Hopper dans ce style qu'il perfectionne au château de Penrhyn au Pays de Galles. Hopper est assisté par l'architecte local Thomas Duff. En 1837, le bâtiment est signalé comme inachevé et n'est complètement achevé qu'en 1859, lorsque l'assistant de Hopper, George Adam Burn, reconstruit la façade de l'entrée.
Le 4e comte de Gosford (1841–1922) est contraint de vendre le contenu du château en 1920 et, après sa mort en avril 1922, le château n'est plus occupé par la famille Acheson. Pendant la Seconde Guerre mondiale, Gosford est réquisitionné et utilisé pour héberger des troupes, avec un camp de prisonniers de guerre sur le domaine. Après la guerre, les Acheson vendent le domaine au ministère de l'Agriculture, qui crée le domaine de 240 ha sous le nom de parc forestier de Gosford. Le château est utilisé pour le stockage des archives publiques et, dans les années 1970, sert de caserne pour les soldats. En 1983, il est ouvert en tant qu'hôtel, bien que cette entreprise n'ait pas réussi et que les locataires aient laissé le bâtiment tomber en ruine.

### Réaménagement

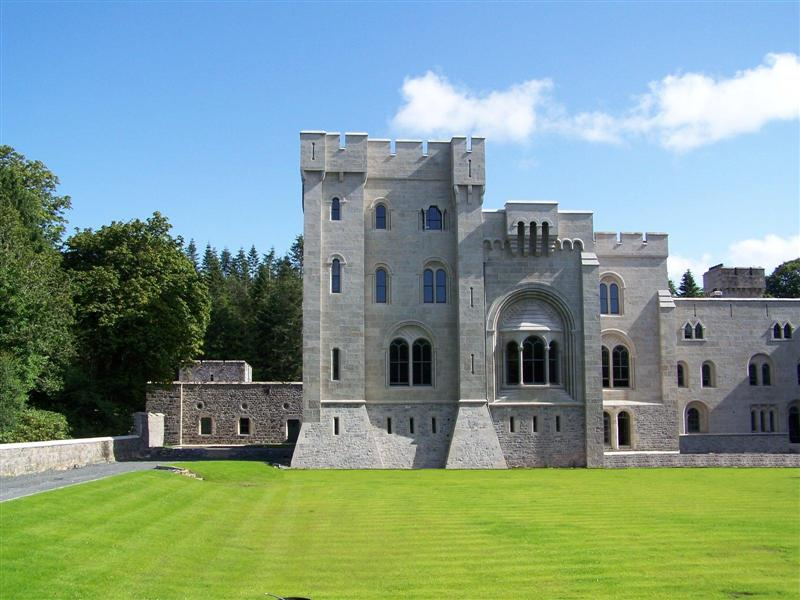
Façade sud du château

Le Service forestier, alors rattaché à la Direction de l'agriculture et du développement rural (DARD), reprend le contrôle de la propriété en février 2002. Le château à cette époque est dans un état de délabrement important et sans intervention urgente, est en danger réel de devenir irrémédiablement irréparable, ce qui conduit à des appels à l'action de la part de l'Ulster Architectural Heritage Society (UAHS). Le château, avec 11 ha de terrain, est mis en vente pour 1 £, sous réserve de propositions viables de restauration. En 2006, le château en décomposition est acheté par Gosford Castle Development Ltd. pour 1 000 £. Les promoteurs, soutenus par les architectes Boyd Partnership et le Service de l'environnement et du patrimoine, présentent une proposition de 4 millions de livres sterling pour restaurer le château en 23 résidences, basée sur la division verticale du bâtiment et la conservation des pièces principales,. En janvier 2008, les premiers résidents des nouveaux appartements emménagent.
La restauration est entreprise par une équipe d'artisans pour créer des maisons de deux, trois et quatre étages de hauteur insérées dans le tissu d'origine du château. Le développement vise à conserver le caractère et l'intégrité historique du château en utilisant les escaliers et les murs existants dans la mesure du possible.
Le château a servi de lieu de tournage pour Game of Thrones. Il est vendu en 2019 avec des plans pour le convertir en appartements.

## Source
- (en) Cet article est partiellement ou en totalité issu de l’article de Wikipédia en anglais intitulé « Gosford Castle » (voir la liste des auteurs).